# Ernst Stuck
Ernst Stuck (* 19. Dezember 1893 in Grünhain; † 20. November 1974 in Krefeld) war ein deutscher Zahnarzt. Während der Zeit des Nationalsozialismus war er Reichszahnärzteführer und hatte Einfluss auf die Gleichschaltung der Zahnärzteschaft und ihrer Organisationen sowie die Durchsetzung der nationalsozialistischen Ideologie.

## Leben

### Jugend und Ausbildung
Die ersten Jahre seines Lebens verbrachte der Sohn eines Postsekretärs im niederen Beamtenstand in seinem Geburtsort Grünhain. Mit der Versetzung seines Vaters zog die Familie zunächst nach Augustusburg und anschließend nach Hilbersdorf bei Chemnitz. Er besuchte dort das Königliche Gymnasium zu Chemnitz, wo er im März 1914 die Reifeprüfung ablegte. Zunächst studierte er Theologie an der Universität Greifswald, unterbrach dieses jedoch, um sich als Kriegsfreiwilliger im Ersten Weltkrieg zu dienen. Stationiert war er zunächst in Riesa und Fulda, später als Leutnant einer Minenwerfer-Einheit. Ihm wurde das Eiserne Kreuz I. und II. Klasse, das Albrechtskreuz mit Schwertern II. Klasse, der Verdienstorden mit Schwertern sowie das Frontkreuz-Verwundeten-Abzeichen verliehen.
Im Oktober 1918 nahm er sein Studium in Greifswald wieder auf, wechselte zwei Monate später zur Universität Leipzig, wo er ein Studium der Zahnheilkunde begann. Im Oktober 1920 legte er sein Staatsexamen ab und ließ sich in Leipzig als Zahnarzt nieder. Im Februar 1921 wurde er mit der Arbeit Über die Veränderung der Zähne bei der kongenitalen Lues zum Dr. med. dent. promoviert. Er engagierte sich auch auf Verbandsebene. So wurde er 1924 in den Vorstand des Kreiszahnärztevereins Leipzig gewählt und war von 1928 bis 1930 dessen Vorsitzender. Ab 1930 gehörte er dem Vorstand des Landesverbands sächsischer Zahnärzte an.

### Während des Dritten Reichs
Bereits nach dem Ersten Weltkrieg war er kurzzeitig im Freikorps Grenzschutz Ost tätig. Nach seiner Promotion schloss er sich der Deutschnationalen Volkspartei (DNVP) an, die er 1928 verließ. 1930 schloss er sich der NSDAP an und wurde dort mit der Mitgliedsnummer 311.896 registriert. Es folgte der Beitritt zum NSD-Ärztebund. Bernhard Hörmann, Leiter der Hauptabteilung Volksgesundheit in der NSDAP ernannte ihn 1932 zum Reichsfachberater seiner Abteilung. Er wurde 1933 Mitglied der SA.
Nach der Machtergreifung wurde er von der Reichsleitung der NSDAP mit umfangreichen Vollmachten ausgestattet. Am 23. Mai 1933 erließ er eine Verfügung, mit der die Gleichschaltung der Zahnärzteschaft begann. In den nächsten Monaten widmete er sich der Erschaffung einer „Einheitsfront der Zahnärzte“, die den ganzen Berufsstand, das heißt neben den Zahnärzten auch Vertreter der Lehre und Wissenschaft umfassen sollte und um sich dem nationalsozialistischen „Führerprinzip“ zu verpflichten, einem fundamentalen Prinzips des Faschismus der Zwischenkriegszeit und seiner Führerparteien. Zudem wollte er eine Vereinheitlichung des Berufsstands, das jedoch letztlich am Widerstand der Dentisten und deren Fachvertretungen scheiterte, die ihren Berufszweig weiterhin als eigenständig sehen wollten. Zwar sollte es Stuck im Laufe zäher Verhandlungen gelingen eine Einigung zu erzielen, doch fiel die Verwirklichung in die Zeit nach dem Zweiten Weltkrieg und wurde durch die Niederlage des Deutschen Reiches daher nicht mehr berücksichtigt.
Am 22. August 1933 wurde er von Reichsinnenminister Wilhelm Frick auch formell zum „Reichsführer der Zahnärzte“ ernannt, faktisch hatte er diese Stelle schon seit März inne. Zugleich wurde er auch Leiter der Kassenzahnärztlichen Vereinigung Deutschland (KZVD).
Stuck hatte ab 1937 einen Lehrauftrag für zahnärztliche Berufskunde an der Berliner Universität und war federführend an der Schaffung der Deutschen Gesellschaft für Zahn-, Mund- und Kieferheilkunde (DGfZ) beteiligt. Dabei handelte es sich um eine wissenschaftliche Großorganisation, der alle Teile der zahnärztlichen Lehre und Forschung angehörten.
Unklar blieb Stucks Rolle bei der Umsetzung der Nürnberger Rassegesetze und der damit einhergehenden Verdrängung von Juden, anderen „nicht-arischen“ Personen sowie Kommunisten aus dem Berufsstand. So trug er zwar die Gesetze mit und verfügte am 27. Februar 1936 eine Anordnung über die Berufsausübung jüdischer Zahnärzte, gab jedoch später an, ihm ginge es lediglich um „Wohl und Wehe der Zahnärzte. Ihnen allein fühlte [er sich] in diesen zwölf Jahren verbunden nicht aber der Parteiideologie“. Tatsächlich war er sogar von den Auswirkungen der Nürnberger Gesetze betroffen: Im Gegensatz zu vielen seiner Kollegen, die eine ähnlich bedeutsame Stellung im Gesundheitssystem des nationalsozialistischen Deutschlands innehatten, blieben ihm alle Parteiämter verwehrt. Da Stuck von 1924 bis 1927 einer Freimaurerloge angehörte, musste er seine Vorstandstätigkeit für den NSD-Ärztebund niederlegen, außerdem blieb ihm die Mitgliedschaft im Sachverständigenrat für Volksgesundheit versagt. Er konnte außerdem später darauf verweisen, das vor allem sein langjähriger Konkurrent Karl Pieper für die „Säuberungsaktion“ und damit die reibungslose Umsetzung der Gesetze verantwortlich war.

### Nach dem Zweiten Weltkrieg
Nachdem Stuck relativ unbehelligt unter sowjetischer Besatzung im Berliner Zahnärztehaus seine Arbeit beendet hatte, wurde er am 20. Mai 1945 verhaftet. Er wurde zunächst im Speziallager Nr. 6 Jamlitz inhaftiert und kam im April 1947 ins Speziallager Nr. 2 Buchenwald. Am 16. Juli 1948 wurde er schließlich als unbedenklich entlassen. Er musste sich noch im Herbst 1948 einem weiteren Entnazifizierungsverfahren stellen, das jedoch nie zum Abschluss kam. Am 3. April 1950 beschied der Spruchkammerausschuss Berlin-Steglitz schließlich seine Rehabilitation. Bereits nach seiner Entlassung aus der Haft hatte er in Berlin bei beschränkter Arbeitserlaubnis eine neue Zahnarztpraxis eingerichtet. Auf Grund der bedrohlichen Lage in Berlin übersiedelte er im Oktober 1950 mit seiner Familie nach Krefeld, wo er eine eigene Praxis aufbaute und bis zum 1. Januar 1971 als Zahnarzt tätig war. Zwar engagierte er sich nicht mehr in den Berufsverbänden, doch wurde sein Rat mehrfach eingeholt. So wurden seine Kenntnisse vom Forschungsinstitut für Geschichte der Zahnheilkunde genutzt, Stuck war aber auch beratend tätig für den neuen Berufsverband.
Stuck verstarb am 20. November 1974 in Krefeld.